# Traktorenwerk Schönebeck

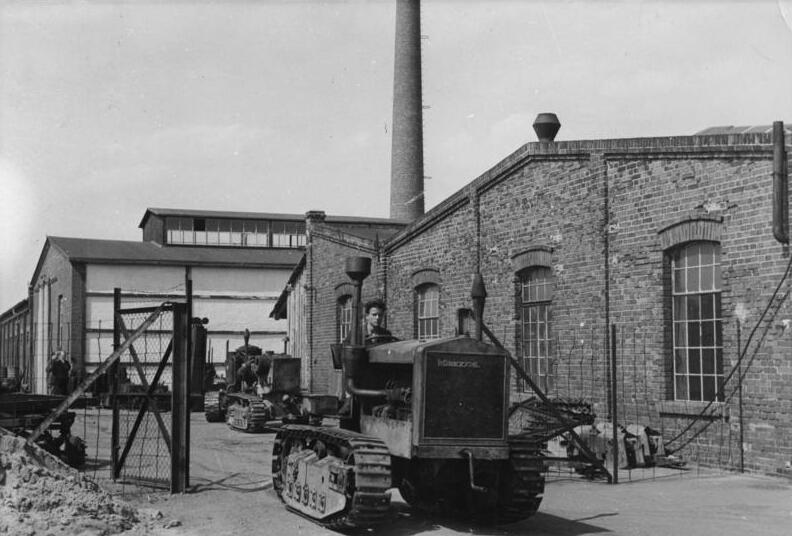
Der FAMO-Dieselraupenschlepper KS07 „Rübezahl“ im Traktorenwerk Schönebeck im Jahr 1948

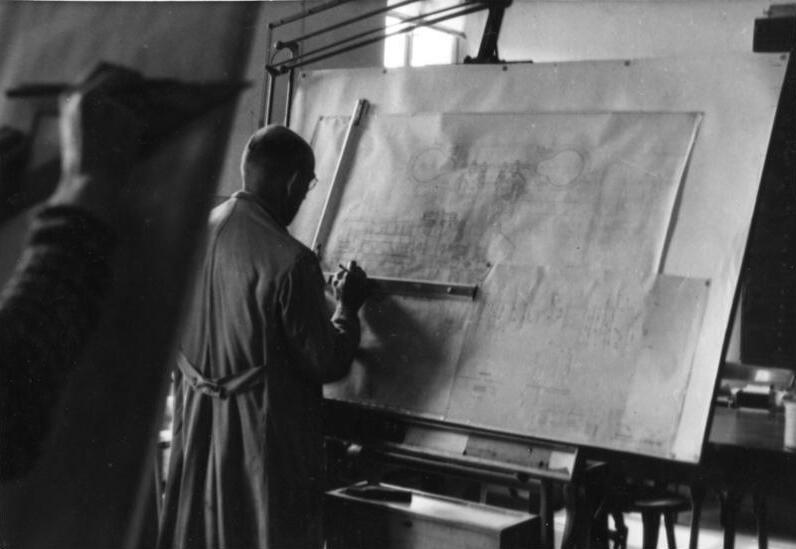
Technisches Büro im Mai 1948

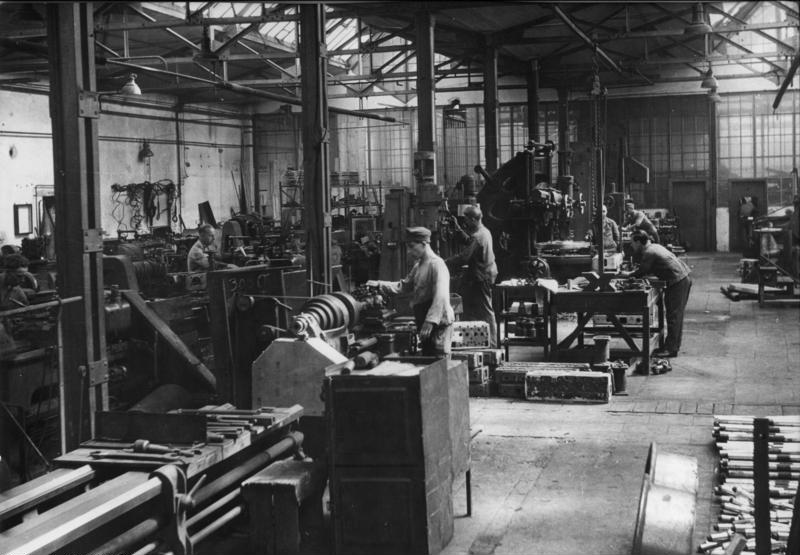
Maschinenhalle im Mai 1948

Der Volkseigene Betrieb VEB Traktorenwerk Schönebeck, 1984 bis 1990 VEB Traktoren- und Dieselmotorenwerk Schönebeck, war ab Mitte der 1960er Jahre der einzige Traktorenhersteller in der DDR.

## Lage
Das Werksgelände lag am östlichen Stadtrand von Schönebeck und reichte im Norden bis an die Röthe, ein Auwaldgebiet am Ufer der Elbe. Für die Unterbringung der zusätzlich benötigten Arbeitskräfte entstand seit den 1960er Jahren am südlichen Stadtrand von Schönebeck, etwa einen Kilometer westlich vom Werk, eine Werkssiedlung und in den 1980er Jahren eine Plattenbausiedlung.

## Unternehmensgeschichte

### Ursprünge
Die Ursprünge des Unternehmens gehen auf die 1885 gegründete Firma Hoyer & Glahn (ab 1897 Fahrradwerke „Weltrad“ vormals Hoyer & Glahn, ab 1900 Metall-Industrie Schönebeck AG), die FAMO Fahrzeug- und Motorenwerke Breslau und die Junkerswerke in Schönebeck (Elbe) zurück. Die FAMO-Werke hatten Anfang 1945 die Produktion von Traktoren in die Junkerswerke nach Schönebeck verlagert. Dieser Betrieb wurde nach dem Krieg demontiert.

### Entwicklung nach dem Zweiten Weltkrieg
Auf dem Gelände der Fahrradfabrik wurde 1945 mit der Produktion von Handwagen, Fahrrädern und Kinderwagen und in den Folgejahren auf der Grundlage des FAMO-Erzeugnisprogrammes mit der Produktion von Ersatzteilen und später mit der Entwicklung und Produktion von Fahrzeugen für die Landwirtschaft begonnen.
1948 gab es die beiden Betriebe Metallindustrie Schönebeck und FAMO-Fahrzeugbau Schönebeck, die im gleichen Jahr zusammengeschlossen und unter dem Namen „IFA-Fahrzeugwerke Schönebeck/Elbe“ der Vereinigung Volkseigener Fahrzeugwerke IFA zugeordnet wurden. Später änderte sich der Name zunächst in Schlepperwerk und dann in Traktorenwerk Schönebeck, das 1956 zusammen mit den beiden anderen Traktorenwerken der DDR in Nordhausen und Brandenburg der Hauptverwaltung der Volkseigenen Betriebe des Landmaschinenbaus zugeordnet wurde. Aus der Hauptverwaltung entstand 1958 die VVB Landmaschinen- und Traktorenbau.
1964 kamen die Traktorenbetriebe und mit ihm das Traktorenwerk Schönebeck wieder zur VVB Automobilbau. Im Jahre 1970, als es nur noch in Schönebeck eine Traktorenproduktion gab, wurde der Betrieb erneut der VVB Land- und Nahrungsgütertechnik zugeordnet. 1973 wurde er Bestandteil des Kombinates Fortschritt Landmaschinen.
1984 erfolgte der Zusammenschluss mit dem ebenfalls zum Kombinat Fortschritt Landmaschinen gehörenden, 1955 gebildeten Dieselmotorenwerk Schönebeck zum Traktoren- und Dieselmotorenwerk Schönebeck. Dieses Unternehmen hatte Ende der 1980er Jahre einen Umsatz von etwa 1.200 Millionen DDR-Mark und etwa 7.300 Beschäftigte, davon 4.600 im Traktorenwerk, 2.300 im Dieselmotorenwerk sowie 400 in verschiedenen Betriebsteilen.

### Entwicklung nach der Wiedervereinigung
1990 verließ das Unternehmen den Verband des Kombinates Fortschritt und wurde aufgeteilt. Die Landmaschinenfertigung kam als Landtechnik AG Schönebeck unter Treuhandverwaltung, daneben entstanden auch die DMS Dieselmotoren- und Gerätebau GmbH und die Ringstanzwerk GmbH Staßfurt. 1993 wurde das Traktorenprogramm der zum gleichen Zeitpunkt liquidierten Firma Anton Schlüter München übernommen und vorübergehend der Name Landtechnik-Schlüter GmbH geführt. Bereits 1995 wurde dieser Geschäftszweig wieder abgegeben. Im Ergebnis mehrerer Privatisierungsversuche übernahm 1999 die Firma Doppstadt das Unternehmen. Die Doppstadt GmbH Schönebeck existierte bis zum Jahre 2006.

## Erzeugnisse

### Traktoren und Schlepper
Aus dem FAMO-Erzeugnis-Programm stammte ein 40 PS-Traktor, aus dem später der RS 01/40-Pionier entstand, der zunächst in Zwickau und dann in Nordhausen produziert wurde. Auch die ersten in Brandenburg produzierten Kettentraktoren basierten auf FAMO-Erzeugnissen. Eine Neuentwicklung in Schönebeck war der 30 PS-Traktor RS 04/30, der dann wegen unzureichender Fertigungsbedingungen ab 1953 in Nordhausen produziert wurde. Der Betrieb Schönebeck war Anfang der 1950er Jahre als zentrale Entwicklungsstelle für Traktoren festgelegt worden.
Schwerpunkt für den Betrieb Schönebeck wurden in den 1950er und 1960er Jahren die Einholm-Geräteträger, deren Entwicklung 1951 begann und auf dem von Scheuch Ende der 1940er Jahre entwickelten Geräteträger „Maulwurf“ aufbaute. Dazu gehörten folgende Erzeugnisse:
- RS 08 mit Zweizylinder-Zweitaktmotor (1953 bis 1956)
- RS 09 mit Zweizylinder-Dieselmotor (1957 bis 1962)
- GT 122/124 mit Vierzylinder-Dieselmotor (1963 bis 1972)

Insgesamt wurden von diesen Geräteträgern etwa 120.000 Stück produziert.

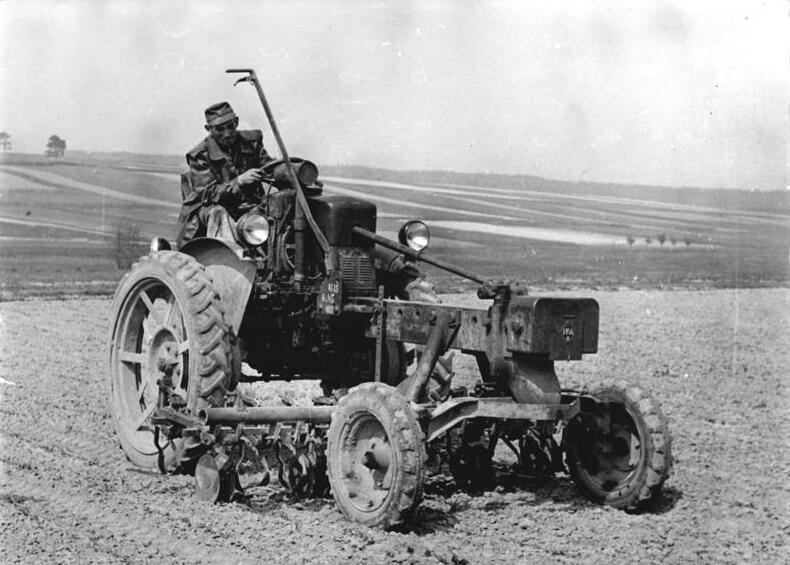
Rad-Schlepper/Traktor RS08 „Maulwurf“ im Mai 1955
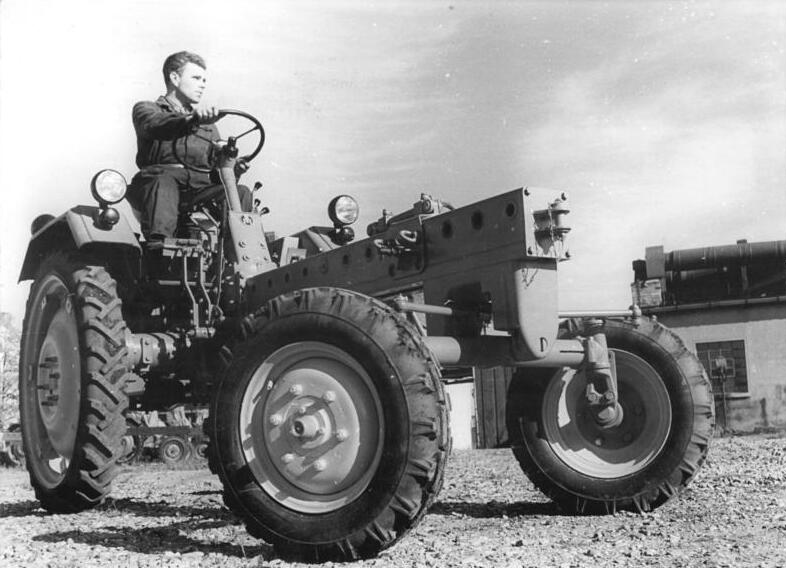
RS09 im Oktober 1957

Mitte der 1960er Jahre liefen Entwicklungsarbeiten an einer Traktorenbaureihe, von der jedoch nur das größere Modell mit 100 PS in die Serienproduktion gelangte. Auf dieser Basis entstanden folgende Erzeugnisse:
- ZT 300 (Standardtraktor, 1967 bis 1982)
- ZT 303 (Standardtraktor mit Allradantrieb, 1972 bis 1982)
- ZT 320 (Standardtraktor, 1983 bis 1990)
- ZT 323 (Standardtraktor mit Allradantrieb, 1983 bis 1990)

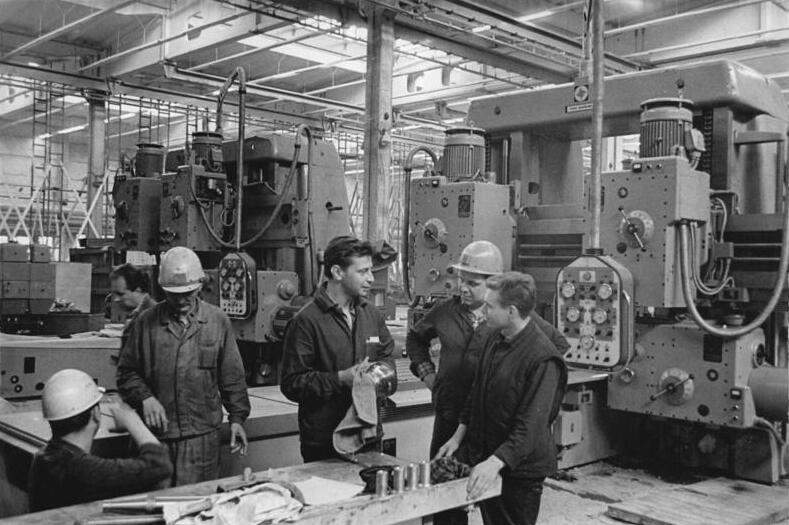
1967 – Vorbereitung zur Serienproduktion des ZT 300
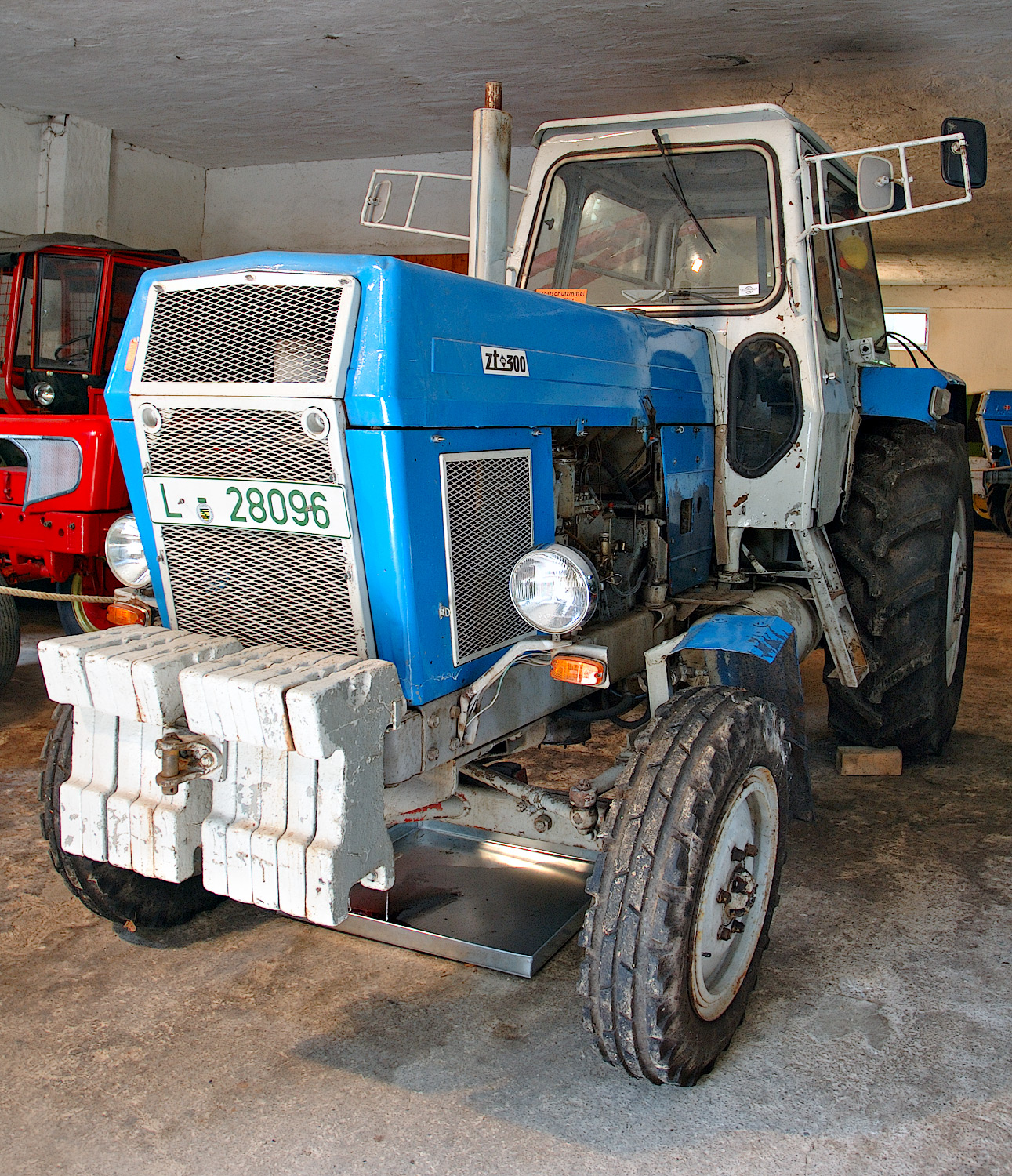
ZT 300
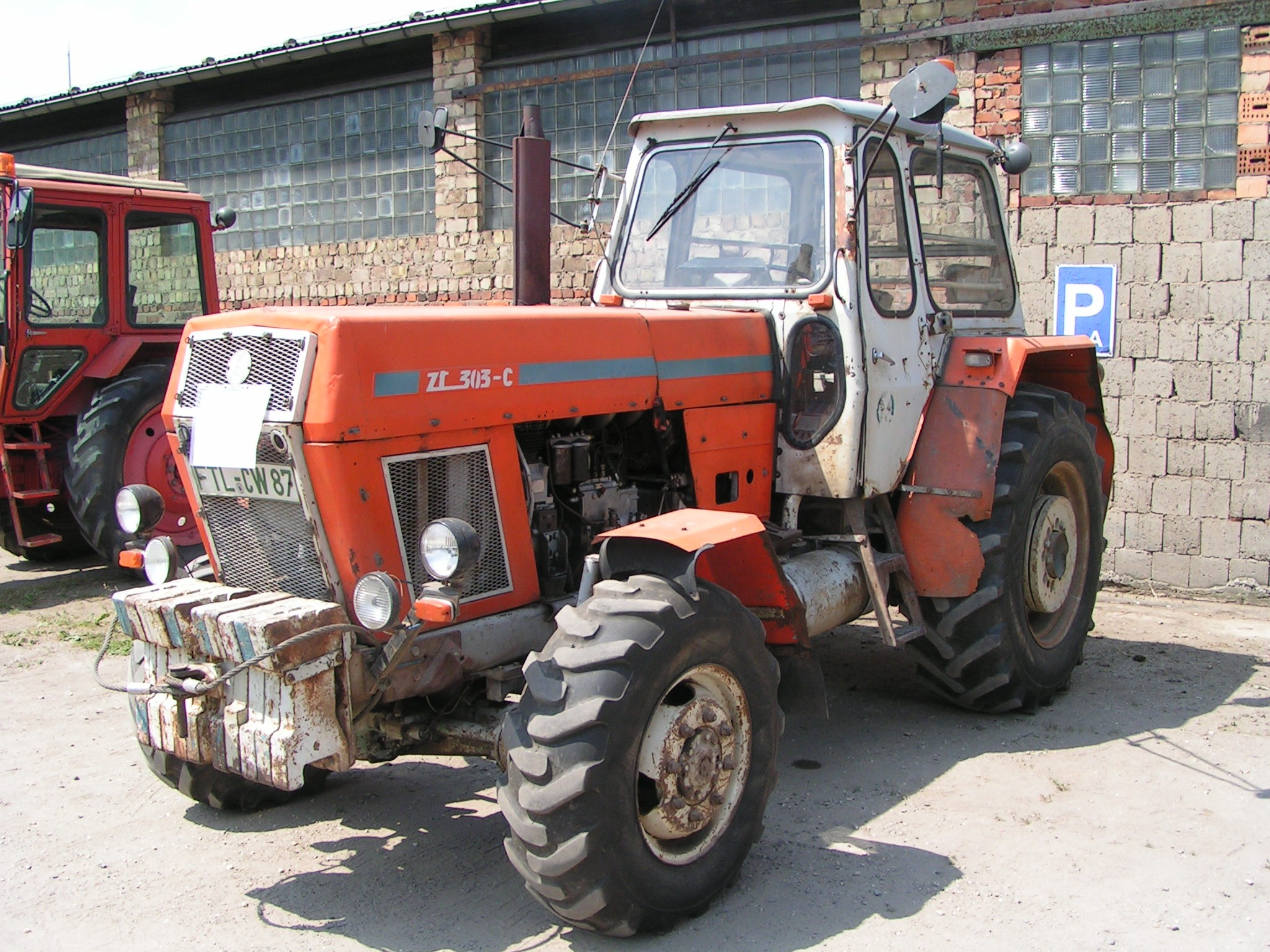
ZT 303
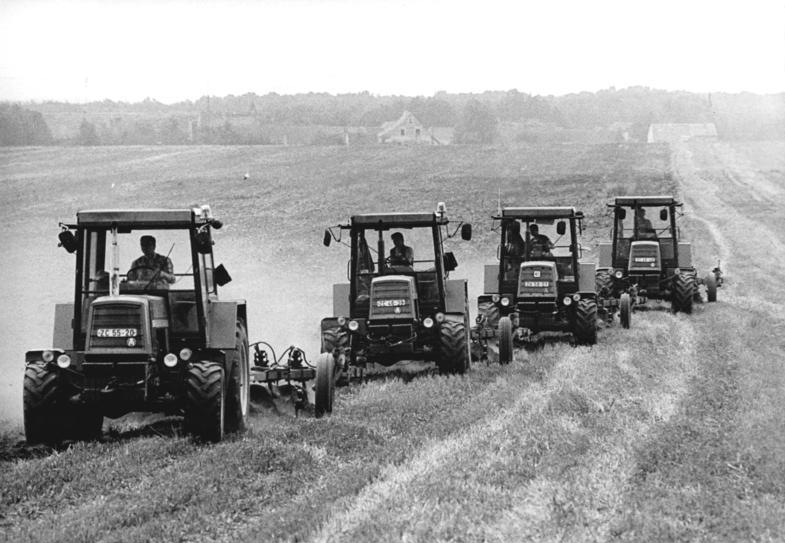
ZT 323

Bei der Vorstellung des ZT 300 im September 1967 hatte dieser vorne rechts einen platten Reifen, was sich wie ein Lauffeuer bei den Mitarbeitern verbreitete. Der ZT 300 war zu schwer und zu teuer in der Produktion, weshalb er zunächst schlecht abzusetzen war. Immer wieder traten Probleme auf, da erforderliche Teile für die Produktion nicht vorhanden waren. Dies führte dazu, dass von bereits gefertigten Traktoren Teile abgebaut wurden und wieder in die Produktion flossen, um die geforderten Stückzahlen zu erreichen.

### Motoren

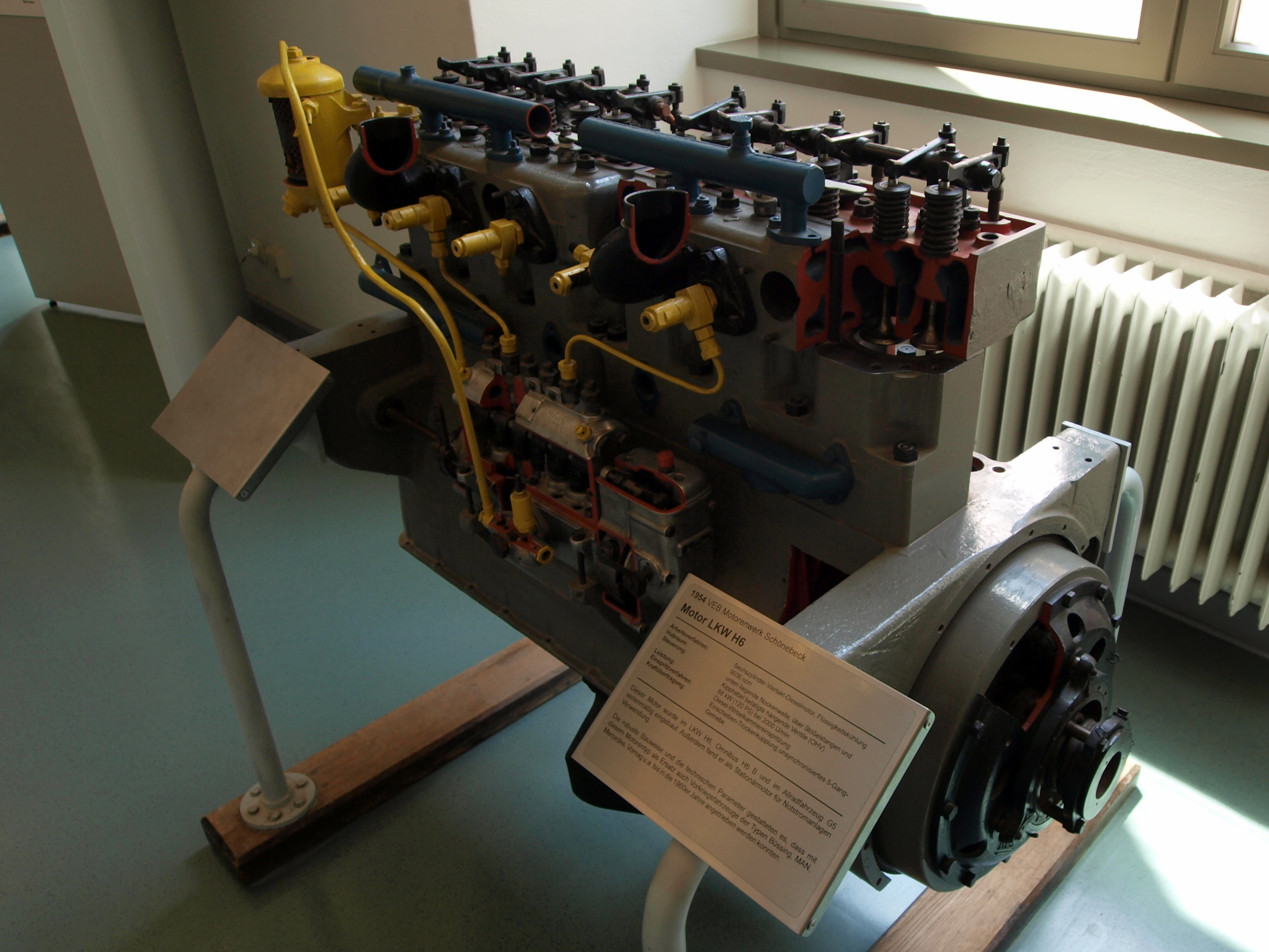
Schnittmodell des 120-PS-Motors EM 6 von 1954 im Verkehrsmuseum Dresden.

1954 wurde die Produktion des wassergekühlten Sechszylinder-Dieselmotors EM 6 aus dem IFA-Horch-Werk übernommen. Dieser wurde unter anderem im IFA H6 eingebaut. Eine Weiterentwicklung ermöglichte 1956 eine Leistungssteigerung auf 150 PS. Ab 1957 wurde zusätzlich eine luftgekühlte Variante hergestellt. In der Folge wurde in dieser Baureihe noch ein Zwölfzylindermotor mit 20 Liter Hubraum entwickelt, bei dem es sich seinerzeit um den weltweit größten luftgekühlten Dieselmotor handelte. Dessen Produktion erfolgte dann ab 1962 im Dieselmotorenwerk Roßlau, verwendet wurde der Motor für den Bagger UB 162.
Ab 1958 wurde der Zweizylinder-Diesel-V-Motor FD 21 von Warchalowski in Lizenz produziert und unter anderem im Geräteträger RS09 verwendet. Nach Ablauf der Lizenz, wurde der Motor umfassend weiterentwickelt (später als 2 KVD 9 SVL bezeichnet). Dieser Motor ist nicht zu verwechseln mit dem 2 KVD 8 SVL vom Motorenwerk Cunewalde, der unter anderem im Multicar 22 Verwendung fand.
Die seit den späten 1950ern produzierte Dieselmotorenbaureihe VD 14,5/12 arbeitete anfangs nach dem Wirbelkammerprinzip, im Laufe der 1960er Jahre wurde auf das M-Verfahren nach MAN-Lizenz umgestellt. Die Baureihe umfasste sowohl wasser- als auch luftgekühlte Varianten mit 2 bis 6 Zylindern in Ausführungen für Landfahrzeuge, stationären Betrieb und als Schiffsmotor, die vom 4 VD 14,5/12-1 SRW abgesehen alle im Traktorenwerk Schönebeck produziert wurden. Der 4 VD 14,5/12-1 wurde in der Variante SRL parallel dazu auch im Dieselmotorenwerk Roßlau produziert.
Messegold gab es 1977 auf der Leipziger Herbstmesse für den neuen Achtzylinder-Dieselmotor 8 VD 14,5/12,5-1 SVW, dessen Serienfertigung 1978 einsetzte. Er wurde unter anderem im Mähdrescher Fortschritt E 516 verwendet.
Die in Schönebeck hergestellten Dieselmotoren fanden vielseitige Verwendung, unter anderem in Seil- und Hydraulikbaggern des VEB Schwermaschinenbau NOBAS Nordhausen und ZEMAG, sowie in Mähdreschern von Fortschritt.

### Sonstiges
Im Rahmen der Konsumgüterproduktion in der DDR wurden ab den 1970er Jahren auch Pkw-Anhänger gebaut, Sattelstützen für Fahrräder und anderes mehr. 1973 wurde die Produktion des selbstfahrenden Feldhäckslers E 281 und seiner Weiterentwicklungen vom Betrieb Fortschritt Erntemaschinen Neustadt in Sachsen übernommen.

### Erzeugnisse nach 1990
Schwerpunkte des Erzeugnisprogramms nach 1990 waren:
- Baureihe selbstfahrende Feldhäcksler „Maral“ als Weiterentwicklung der Fortschritt-Feldhäcksler
- Produktion und Entwicklung der Feldhäcksler Deutz Gigant
- Systemtraktoren Systra 40 und 53 sowie deren Weiterentwicklung Systra 550 und 750, später Doppstadt trac 80 und 900k
- Ab 1993 bis 1995 vorübergehend einige Traktoren aus dem Schlüter-Programm (Eurotrac 1400LS, 1700LS, 2000LS, Supertrac 2200LS)
- Ab 1996 bis 1999 LTS trac 160, später Doppstadt trac 160
- Ab 1999 bis 2006 die auf dem MB-trac aufbauenden Doppstadt-Trac-Schlepper (100, 160, 130, 150, 180, 200)

## Trivia
- Die Produktion erfolgte im Dreischichtenbetrieb. In der Kantine bereiteten 100 Personen das Essen für die Arbeiter zu. In Spitzenzeiten wurden bis zu 600 Lehrlinge gleichzeitig ausgebildet.
- Die Produkte wurden zum kleinen Teil ins westliche Ausland, aber prozentual in größeren Margen in Junge Nationalstaaten (sprich afrikanische Entwicklungsländer, die dem sozialistischen Lager zugerechnet wurden) ausgeführt.
- Beim jährlichen Sportfest wurde auch mit dem Luftgewehr geschossen und ein Übungswerfen mit Handgranaten veranstaltet.
- Es wurde eine betriebseigene Zeitung herausgegeben: Der Traktorenwerker.

## Film
- Die Traktorenbauer von Schönebeck, MDR-Dokumentation aus der Reihe Spurensuche in Ruinen, 2007